# Marion Junction
Marion Junction, también conocida como Bridges, es una comunidad no incorporada en el condado de Dallas, Alabama, Estados Unidos.